# Лучатин
Лучатин (слч. Lučatín) насељено је мјесто са административним статусом сеоске општине (слч. obec) у округу Банска Бистрица, у Банскобистричком крају, Словачка Република.

## Становништво
| Година:    | 1994. | 2004.    | 2014.   | 2024.   |
| ---------- | ----- | -------- | ------- | ------- |
| Број људи: | 498   | 593      | 649     | 672     |
| Разлика:   |       | +19,07 % | +9,44 % | +3,54 % |

| Година:    | 2023. | 2024.   |
| ---------- | ----- | ------- |
| Број људи: | 689   | 672     |
| Разлика:   |       | -2,46 % |

Према подацима о броју становника из 2011. године насеље је имало 642 становника.